# Jovan Tanasijević
Jovan Tanasijević, né le 20 janvier 1978 à Pristina (Kosovo), est un footballeur international monténégrin. Il évolue au poste de défenseur.

## Carrière

### En sélection nationale
Jovan Tanasijević fait ses débuts en équipe nationale du Monténégro le 24 mars 2007 contre la Hongrie.
13 sélections et 0 but avec le Monténégro depuis 2007.

## Statistiques

### En sélection

#### Matchs internationaux
| Matchs internationaux de Jovan Tanasijević | Matchs internationaux de Jovan Tanasijević | Matchs internationaux de Jovan Tanasijević | Matchs internationaux de Jovan Tanasijević | Matchs internationaux de Jovan Tanasijević |
|                                            | Date                                       | Adversaire                                 | Minutes jouées                             | Compétition                                |
| ------------------------------------------ | ------------------------------------------ | ------------------------------------------ | ------------------------------------------ | ------------------------------------------ |
| 1.                                         | 24 mars 2007                               | Hongrie                                    | 85e                                        | Match amical                               |
| 2.                                         | 1er juin 2007                              | Japon                                      | 87e                                        | Match amical                               |
| 3.                                         | 22 août 2007                               | Slovénie                                   | 90 min                                     | Match amical                               |
| 4.                                         | 17 octobre 2007                            | Estonie                                    | 90 min                                     | Match amical                               |
| 5.                                         | 26 mars 2008                               | Norvège                                    | 90 min                                     | Match amical                               |
| 6.                                         | 27 mai 2008                                | Kazakhstan                                 | 70e                                        | Match amical                               |
| 7.                                         | 31 mai 2008                                | Roumanie                                   | 70e                                        | Match amical                               |
| 8.                                         | 20 août 2008                               | Hongrie                                    | 90 min 13e                                 | Match amical                               |
| 9.                                         | 6 septembre 2008                           | Bulgarie                                   | 90 min                                     | Éliminatoires coupe du monde 2010          |
| 10.                                        | 10 septembre 2008                          | République d'Irlande                       | 90 min                                     | Éliminatoires coupe du monde 2010          |
| 11.                                        | 15 octobre 2008                            | Italie                                     | 90 min 38e                                 | Éliminatoires coupe du monde 2010          |
| 12.                                        | 1er avril 2009                             | Géorgie                                    | 90 min                                     | Éliminatoires coupe du monde 2010          |
| 13.                                        | 6 juin 2009                                | Chypre                                     | 90 min                                     | Éliminatoires coupe du monde 2010          |